# Trichocentrum cebolleta
Trichocentrum cebolleta är en orkidéart som först beskrevs av Nikolaus Joseph von Jacquin, och fick sitt nu gällande namn av Mark W. Chase och Norris Hagan Williams. Trichocentrum cebolleta ingår i släktet Trichocentrum och familjen orkidéer. Inga underarter finns listade i Catalogue of Life.

## Bildgalleri

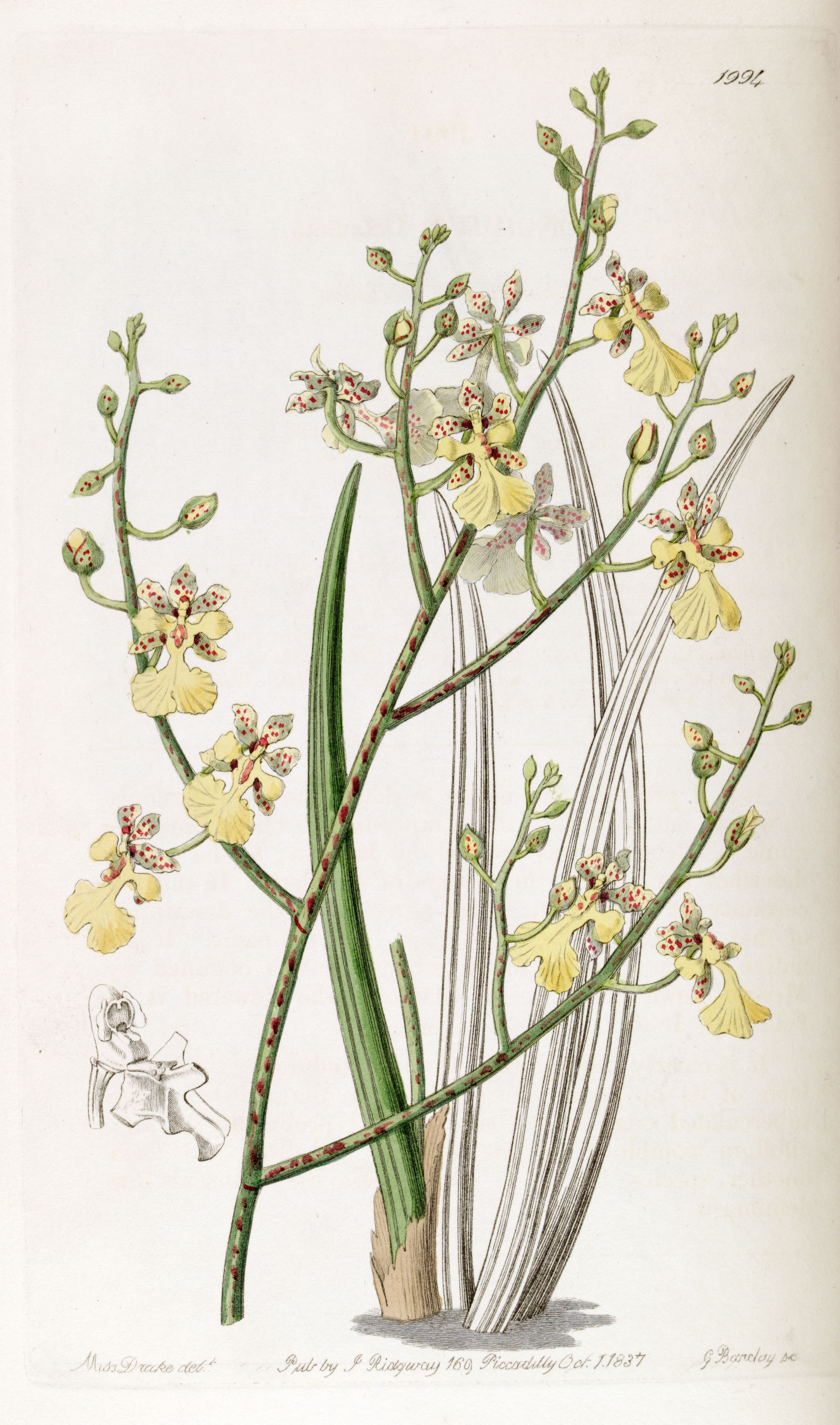
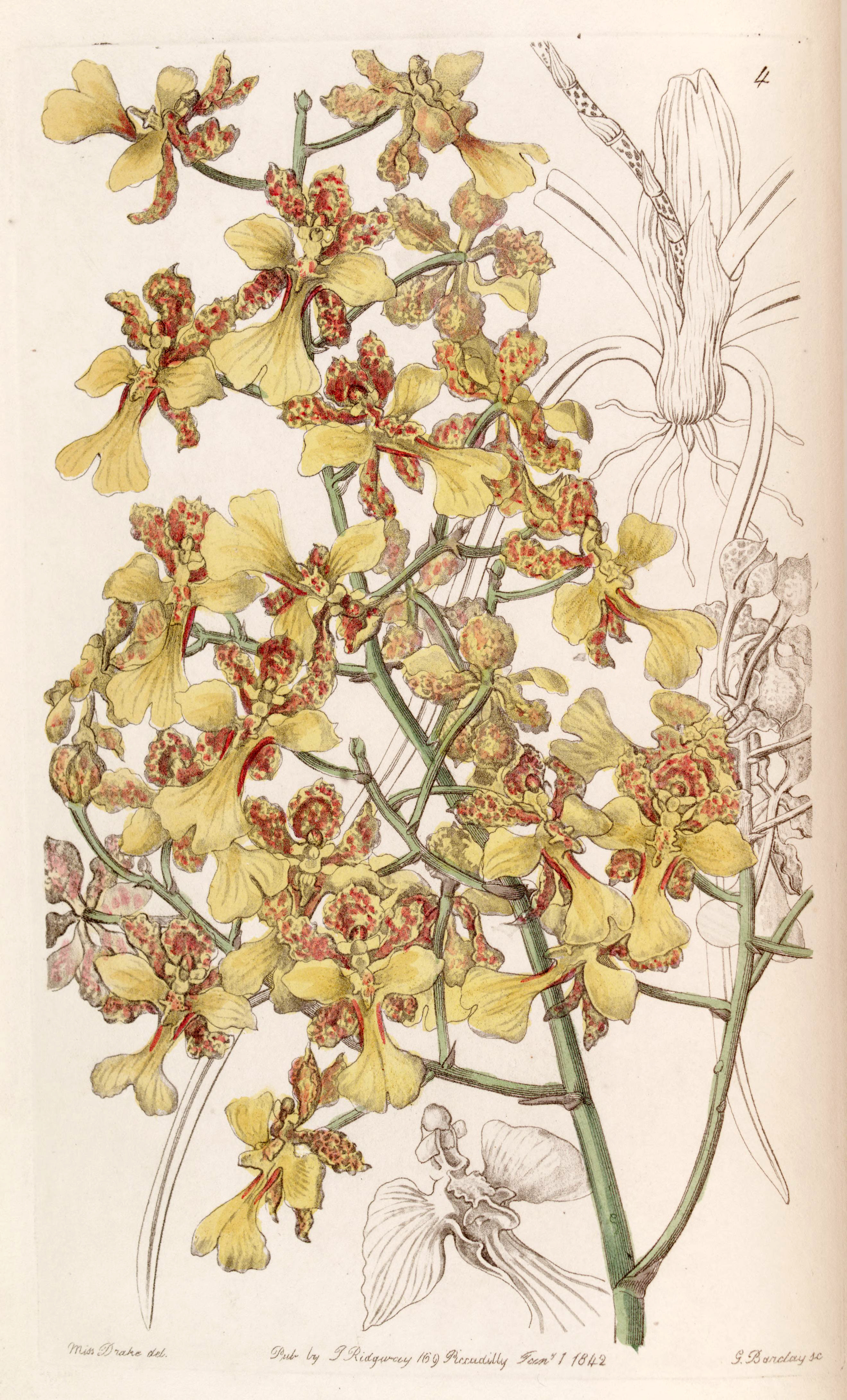
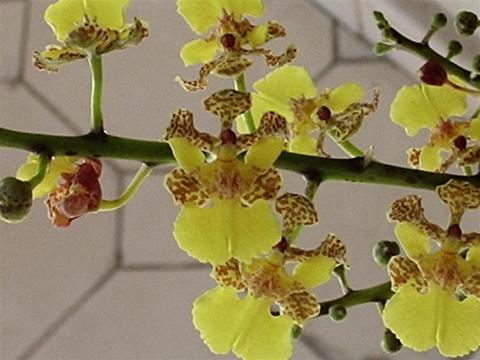
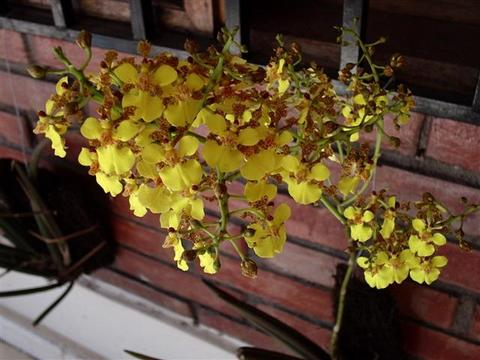